# Marius Berbecar
Marius Daniel Berbecar (Bistrița, 15 de mayo de 1985) es un deportista rumano que compitió en gimnasia artística, especialista en las barras paralelas.
Ganó una medalla de bronce en los Juegos Europeos de Bakú 2015 y dos medallas en el Campeonato Europeo de Gimnasia Artística, plata en 2015 y bronce en 2012.

## Palmarés internacional
| Juegos Europeos    | Juegos Europeos       | Juegos Europeos   | Juegos Europeos      |
| Año                | Lugar                 | Medalla           | Competición          |
| ------------------ | --------------------- | ----------------- | -------------------- |
| 2015               | Bakú (Azerbaiyán)     | Medalla de bronce | Paralelas            |
| Campeonato Europeo |                       |                   |                      |
| Año                | Lugar                 | Medalla           | Prueba               |
| 2012               | Montpellier (Francia) | Medalla de bronce | Concurso por equipos |
| 2015               | Montpellier (Francia) | Medalla de plata  | Paralelas            |